# Kolossbläckfisk
Kolossbläckfisk (Mesonychoteuthis hamiltoni) är en bläckfisk som beskrevs av Robson 1925. Det är den enda kända arten i släktet Mesonychoteuthis tillhörande familjen Cranchiidae.

## Beskrivning
Kolossbläckfiskens bål täcks av dess mantel som tros bli längre än hos jättebläckfisken, ett dokumenterat exemplar uppmätte 2,5 meter. Även dess fenor är mycket större än hos jättebläckfisken men dess tentakler tros däremot bli kortare. Speciellt för kolossbläckfisken är att dess tentakler inte bara har sugkoppar utan också skarpa krokar varav vissa kan vridas och vissa har tre spetsar.
Bakom huvudet finns det ett hål i manteln och där finns 2 – 4 gälar. Vattnet som kommer in i manteln trycks ut genom ett kort rör varvid bläckfisken trycks bakåt. Dess ögon, väl anpassade för det totala mörkret på de stora djupen, är de största i hela djurriket. Ett dissekerat exemplars ögon var 27 centimeter i diameter men de tros kunna bli uppemot 30 centimeter. Bläckfiskens maximala storlek, från fenorna längst bak på manteln till spetsen på de längsta tentaklerna, uppskattas bli runt 14 m.
Vikten går upp till 495 kg.

## Utbredning
Artens utbredningsområde är på stora djup i antarktiska vatten och även norrut från Södra ishavet till sydligaste Sydamerika, sydligaste Afrika och södra Nya Zeeland. Ett exemplar som fångades i ett trålarnät som drogs upp från 2000-2200 meters djup. Endast ett fåtal exemplar har hittats intakta men rester av kolossbläckfiskar har hittats i kaskelotvalars magar.

## Ekologi
Larver har hittats ganska nära havsytan på ett djup av 20 till 200 meter. Arten gör vandringar från denna region till djupa delar av havet. Den har främst fiskar av familjerna prickfiskar och laxtobisfiskar som föda. Bläckfisken är själv ett viktigt byte för kaskelot, långfenad grindval, sydlig sjöelefant, sydlig näbbval, albatrosser och fisken tandnoting. Även kannibalism förekommer.

## Hot
För beståndet är inga hot kända. Kolossbläckfisk hamnar mycket sällan som bifångst i fisknät. IUCN listar arten som livskraftig (LC).